# NGC 7035
NGC 7035 is een lensvormig sterrenstelsel in het sterrenbeeld Steenbok. Het hemelobject werd in 1886 ontdekt door de Amerikaanse astronoom Frank Muller.

## Synoniemen
- ESO 530-15
- PGC 66257